# Поріч'є (Туринський міський округ)
Порі́ч'є (рос. Поречье) — селище у складі Туринського міського округу Свердловської області.
Населення — 3 особи (2010, 10 у 2002).
Національний склад населення станом на 2002 рік: росіяни — 100 %.